# برج بابل

لوحة برج بابل، للرسام الفلمنكي بيتر بروخل الأكبر (1563) متحف تاريخ الفنون في فيينا.

برج بابل، بناء يعتقد أنه بني في مدينة بابل في بلاد ما بين النهرين (العراق حاليا)، ورد ذكر البرج الذي يتحدث عنه أغلب المؤرخين القدماء، وكذلك ذكر في التوراة، لقد جاء في سفر التكوين (الفصل 11 من 1 - 9) أن بناء برج بابل يعزى إلى سلالة النبي نوح. فقد كان يدور في خلد بنائيه أن يوصلوه إلى السماء، ولكن الإله السرمدي فرق الألسن (أي بلبلها) بحسب السفر ليمنعهم من تحقيق أمنيتهم وشتتهم بعدئذ في مغارب الأرض ومشارقها.
وقد بحث جميع الرحالة والباحثين عن برج بابل وغالبا ما خلطوا بينه وبين أنقاض برج الطوابق في بيرر - نمرود (بورسيبا) القديمة الذي كان يقيم فيه الإله نابو، ابن مردوخ. وقد حصل هذا الاختلاط منذ أيام هيرودتس اليوناني.
لقد كان الاعتقاد هو ان البرج مدور أي لولبي إلا أن الأقمار الصناعية الروسية بعد صدفة تصوير الموقع المفترض قد وجدوه مربع الشكل.

## قصة البرج عند المسيحيين واليهود
حسب سفر التكوين فبعد نهاية الطوفان شرع نسل نوح في بناء برج بابل في سهل شنعار بغية أن يجمعهم مكان واحد من الأرض فلا يتبددون على وجه البسيطة الواسعة. وكان في قصدهم جعل العالم كله مملكة واحدة عاصمتها هذا المكان الذي اختاروه في أرض شنعار وسمي بابل. وليقيموا لأنفسهم اسماً ومجداً دلالة على كبريائهم وتشامخ نفوسهم (تكوين 11: 4).
ولعدم توفر الحجر استعملوا اللبن أي صبُّوا الطين في قوالب وأحرقوا القوالب حتى لا تتأثر بالماء. واستعملوا الحمر بدل الطين والحمر هو المزيج اللزج الذي كان يكثر في بعض هذه البقاع بسبب وجود النفط. والحمر هو القار أو المادة الإسفلتية وعندما تيبس تثبت القوالب.
إلا أن الله لم يكن في قصده تجمّع الناس بعد الطوفان بل انتشارهم لتعمير الأرض. ثم لم يكن من صالح الناس أن يلجؤوا إلى طرقهم وكبريائهم في تحدّي الرب. فبلبل الله ألسنتهم، فكفوا عن العمل وتفرقوا فعمّروا الأرض وصارت الأرض وصارت البقعة اسمها بابل من الفعل «بلبل» العربي، والعبري القريب منه «بلل» وبسبب هذا التشتت والطقس والتربة واختلاف طرق المعيشة نشأت أجناس الناس وتكونت لغاتهم المختلفة

## وصف البرج
لقد بني في وسط المحراب للهيكل الأكبر برجا ضخما طويلا وعريضا وذو قاعدة تبلغ 92 مترا، ويرتفع فوق هذا البرج برج آخر ويرتفع على هذا الأخير من جديد برج آخر حتى يصل العدد إلى ثمانية أبراج وقد بني الدرج الذي يرقى إليه من الخارج بشكل لولبي يحيط بكل الأبراج، ونجد في وسطه محطة ومقاعد للاستراحة يجلس عليها الذين يرتقونه ليستريحوا.